# Дефаго, Дидье
Дидье́ Дефаго́ (фр. Didier Défago, род. 2 октября 1977 года в Моржене, кантон Вале, Швейцария) — швейцарский горнолыжник, олимпийский чемпион 2010 года в скоростном спуске, победитель пяти этапов Кубка мира.

## Биография
До победы в скоростном спуске на Играх в Ванкувере лучшим результатом Дидье на Олимпиадах было 6-е место в супергиганте в 2002 году в Солт-Лейк-Сити.
Дебютировал в Кубке мира 7 марта 1996 года. Трижды по итогам сезона Дефаго попадал в 10-ку лучших общего зачёта Кубка мира: 6-е место в 2004/05, 9-е место в 2007/08 и 6-е место в 2008/09. Занимал третье место в зачёте скоростного спуска и супергиганта в сезоне 2008/09, третье место в сезоне 2004/05 в зачёте комбинации. Выиграл за карьеру 5 этапов и более 10 раз поднимался на подиум.
Женат, есть двое детей. Младший брат Дидье Даниэль Дефаго (род. 1980) также был горнолыжником, становился чемпионом мира среди юниоров, однако в дальнейшем его карьера не сложилась: имеет на своём счету чуть более 20 стартов на этапах Кубка мира.
Дидье завершил карьеру в марте 2015 года.

## Зимние Олимпийские игры
| Олимпийские игры    | Скоростной спуск | Супергигант | Гигантский слалом | Слалом | Комбинация |
| ------------------- | ---------------- | ----------- | ----------------- | ------ | ---------- |
| 2002 Солт-Лейк-Сити | 21               | 6           | 14                | —      | DNF        |
| 2006 Турин          | 26               | 16          | 14                | —      | DNF        |
| 2010 Ванкувер       | 1                | 15          | —                 | —      | DNF        |
| 2014 Сочи           | 14               | DNF         | DNF               | —      | —          |

## Победы на этапах Кубка мира (5)
| №  | Сезон   | Дата        | Место        | Дисциплина           |
| -- | ------- | ----------- | ------------ | -------------------- |
| 1. | 2002/03 | 20 дек 2002 | Валь-Гардена | Супергигант          |
| 2. | 2008/09 | 17 янв 2009 | Венген       | Скоростной спуск     |
| 3. | 2008/09 | 24 янв 2009 | Кицбюэль     | Скоростной спуск (2) |
| 4. | 2011/12 | 29 дек 2011 | Бормио       | Скоростной спуск (3) |
| 5. | 2013/14 | 26 янв 2014 | Кицбюэль     | Супергигант (2)      |